# Me acuerdo (canción)
«Me acuerdo» es una canción de rap del músico estadounidense Vico C y la cantante boricua Lissy Estrella. Fue lanzada en 1990 como el único sencillo de su segundo EP, Misión: La cima.
La canción se convirtió en el mayor éxito de los músicos, impulsó a Vico C a la fama internacional y el sencillo hoy es considerado la canción de hip hop latino más trascendente de la historia.

## Historia
Fue escrita por Vico C y compuesta por DJ Negro, quiénes se inspiraron en las sensaciones que genera una separación matrimonial.
La canción está en la tonalidad de Do menor y la cantante puertorriqueña; Lissy Estrella, realiza los coros. Inicia con un sintetizador, emplea un piano y termina con un saxofón.
En 2001, Vico C la incluyó en «Vivo», su primer álbum en vivo y que ganó su categoría en los Premios Grammy Latinos. En esta versión, de ocho minutos, Lissy Estrella también participa.

### Versión de Ivy Queen
En 2015 la cantante puertorriqueña Ivy Queen, realizó una versión de la canción, con una duración de 4:35 y la participación de Vico C. Se publicó en su álbum Vendetta: The Project.

### Versión de Natan El Profeta
En 2023 el cantante dominicano Natan El Profeta, realizó una versión de la canción, con una duración de 4:14 y la participación de Hennessy. El vídeo musical de esta canción, emula muchas escenas del vídeo original y cierra con unas palabras del rapero dominicano en agradecimiento hacia Vico C.

## Significado
En una entrevista con la BBC, Vico C dijo que se imaginó a un marido asistiendo al funeral de su esposa: quien se suicidó por la depresión que le generaban las continuas infidelidades y promesas incumplidas de su cónyuge.[cita requerida]

## Videoclip
El sello discográfico, Prime Records, lanzó un video musical y fue dirigido por Jorge Oquendo.
Inicia con Vico C vestido de luto y caminando por la playa, para luego mostrarlo cantando en la sesión de grabación. Lissy Estrella canta mientras se muestran imágenes pasadas de ambos paseando contentos por la misma playa, Vico C lamentándose en un presente y a Lissy feliz pensando en su esposo. Termina con el marido en el réquiem, un saxofonista rindiendo honor a la difunta y un concierto de Vico C donde el público corea la canción.
El videoclip fue subido a YouTube de manera oficial en agosto de 2017 y llevaba registrado más de 221 millones de visualizaciones, en diciembre de 2023.